# Convento di Santa Maria della Consolazione (Salerno)
Il convento di Santa Maria della Consolazione sorge nel rione Sant’Eremita della città di Salerno.
Fa parte del complesso Edifici Mondo.

## Storia
Convento dei padri cappuccini, fu eretto nel 1559 accanto alla chiesa preesistente e dedicata a santa Maria della Consolazione. È situato sulla costa del monte e confina con la strada che conduce al castello Arechi. Il convento ebbe grande importanza nella vita della provincia monastica, dei padri cappuccini di Basilicata-Salerno, essendo stato prescelto, già prima del 1596, a sede provinciale. Da un documento del 1650 si evince che il terreno sul quale fu costruito venne donato dalla famiglia Capograsso, che se ne riservò il dominio. Dallo stesso documento si apprende che era composto da 43 celle con libreria ed officina, ed era abitato da 25 frati. Il convento è soppresso nel 1866 e trasformato in carcere femminile. Nel 1902 una donna irlandese, Radley, offrì 1000 sterline per l'acquisto o la costruzione del nuovo convento. La nuova struttura viene edificata nel rione Carmine, costituendo l'attuale convento dell'Immacolata. Il convento attualmente (2021) versa in uno stato di forte degrado.
Nel luglio del 2021, il comune di Salerno riceve un finanziamento di circa 8 milioni di euro dal Ministero delle infrastrutture e della mobilità sostenibili nell'ambito del programma nazionale della qualità dell’abitare (PinQua) finalizzato a riqualificare i centri urbani, ridurre il disagio abitativo e favorire l’inclusione sociale, per recuperare la struttura e riconvertirla a luogo di co-hosuing per studenti, anziani e giovani. 